# D4L
디포엘(D4L)은 미국의 힙합 그룹이다. 2005년에 앨범 Down For Life을 내면서 데뷔했다. 대표 곡으로는 빌보드 핫 100 차트 1위를 했던 곡인 Laffy Taffy가 있다.